# Кокосовий батончик
«Кокосовий батончик» (англ. Coconut bar) або кокосовий пудинг (англ. Coconut pudding) — десерт китайської кухні, що нагадує солодкий варіант тофу, або пудинг, популярний в Південному Китаї, Гонконгу, на Тайвані та чайна-таунах на території США.
Десерт готують з кокосового молока з цукром, яке загущується або сумішшю кукурудзяного та картопляного крохмалю, або сумішшю агар-агару та желатину. Перед подачею десерт іноді посипають кокосовою стружкою. Текстура варіюється від шовковисто-пружинистої (якщо як загусник використовуються желатин і агар-агар), і тоді десерт більше нагадує желе, до густої кремової (якщо для загущення використовується пшеничний і кукурудзяний крохмаль), і тоді десерт більше нагадує пудинг.